# Test rang Friedmana
Test rang Friedmana (ang. Friedman's rank test) – nieparametryczny test statystyczny porządku rang dla różnic między (co najmniej) trzema grupami zależnymi (czyli skorelowanymi). Test ten wymaga, aby pomiar zmiennej zależnej był dokonany co najmniej na skali porządkowej. Test Friedmana stanowi szczególny przypadek testu Durbina.  
Test ten opracował znany ekonomista Milton Friedman.